# Chaire d'arménien de l'École des langues orientales
 (janvier 2014).
La chaire d'arménien de l'École des langues orientales est créée en 1812 à l'école des langues orientales. Son premier titulaire est Jacques Chahan de Cirbied.

## Historique
Les premiers cours d'arménien donnés en France à l'école des langues orientales débutent officiellement en 1799 après avoir été annoncé le 11 décembre de l'année précédente. L'école est créée peu avant, en 1795. À cette date, les premières langues enseignées sont l'arabe littéraire et vulgaire, le turc et le tartare de Crimée, le persan. C'est à partir de l'année 1812 que Jacques Chahan de Cirbied est nommé professeur.

## Titulaires de la chaire
Les titulaires de la chaire sont :
- Jacques Chahan de Cirbied, de 1812 à 1827
- Paul-Émile Le Vaillant de Florival, de 1826 à 1862
- Édouard Dulaurier, de 1862 à 1881
- Auguste Carrière, de 1881 à 1902
- Antoine Meillet, de 1902 à 1906[3]
- Frédéric Macler, de 1906 à 1937
- Georges Dumézil, de 1937 à 1949[4]
- Frédéric-Armand Feydit, de 1949 à 1977
- Jean-Pierre Mahé, de 1977 à 1991
- Anaïd Donabédian-Demopoulos, de 1991 à aujourd'hui